# Габріел Барбоза
Габріел Барбоза (порт. Gabriel Barbosa Almeida, нар. 30 серпня 1996, Сан-Бернарду-ду-Кампу) — бразильський футболіст, нападник клубу «Фламенго».
Виступав, зокрема, за клуб «Сантус», а також національну збірну Бразилії.
Дворазовий переможець Ліги Пауліста. Переможець Ліги Каріока. У складі збірної — олімпійський чемпіон.

## Клубна кар'єра
Народився 30 серпня 1996 року в місті Сан-Бернарду-ду-Кампу. Вихованець футбольної школи клубу «Сантус». Дорослу футбольну кар'єру розпочав 2013 року в основній команді того ж клубу, в якій провів три сезони, взявши участь у 83 матчах чемпіонату.  Більшість часу, проведеного у складі «Сантуса», був основним гравцем атакувальної ланки команди.
Згодом з 2016 по 2018 рік грав у складі команд клубів «Інтернаціонале», «Бенфіка» та «Сантус».
До складу клубу «Фламенго» приєднався 2018 року. Станом на 8 січня 2019 року відіграв за команду з Ріо-де-Жанейро 17 матчів в національному чемпіонаті.

## Виступи за збірні
2011 року дебютував у складі юнацької збірної Бразилії, взяв участь у 9 іграх на юнацькому рівні, відзначившись 6 забитими голами.
Залучався до складу молодіжної збірної Бразилії. На молодіжному рівні зіграв у 18 офіційних матчах, забив 10 голів.
З 2015 по 2016 рік  захищав кольори олімпійської збірної Бразилії. У складі цієї команди провів 7 матчів, забив 3 голи. У складі збірної — учасник  футбольного турніру на Олімпійських іграх 2016 року у Ріо-де-Жанейро.
2016 року дебютував в офіційних матчах у складі національної збірної Бразилії. Наразі провів у формі головної команди країни 4 матчі, забивши 2 голи.
У складі збірної був учасником розіграшу Кубка Америки 2016 року у США.

## Титули і досягнення
- Переможець Ліги Пауліста (2):

«Сантус»: 2015, 2016
- Переможець Ліги Каріока (3):

«Фламенгу»: 2019, 2020, 2021
- Чемпіон Бразилії (2):

«Фламенгу»: 2019, 2020
- Володар кубка Лібертадорес (2):

«Фламенгу»: 2019, 2022
- Володар Рекопи Південної Америки (1):

«Фламенгу»: 2020
- Володар суперкубка Бразилії (2):

«Фламенгу»: 2020, 2021
- Володар Кубка Бразилії (1):

«Фламенгу»: 2022
- Олімпійський чемпіон (1): 2016
- Срібний призер Кубка Америки: 2021
- Найкращий бомбардир кубка Лібертадорес (2):

«Фламенгу»: 2019, 2021
- Найкращий бомбардир Чемпіонату Бразилії (1):

«Фламенгу»: 2018, 2019